# Ajrak

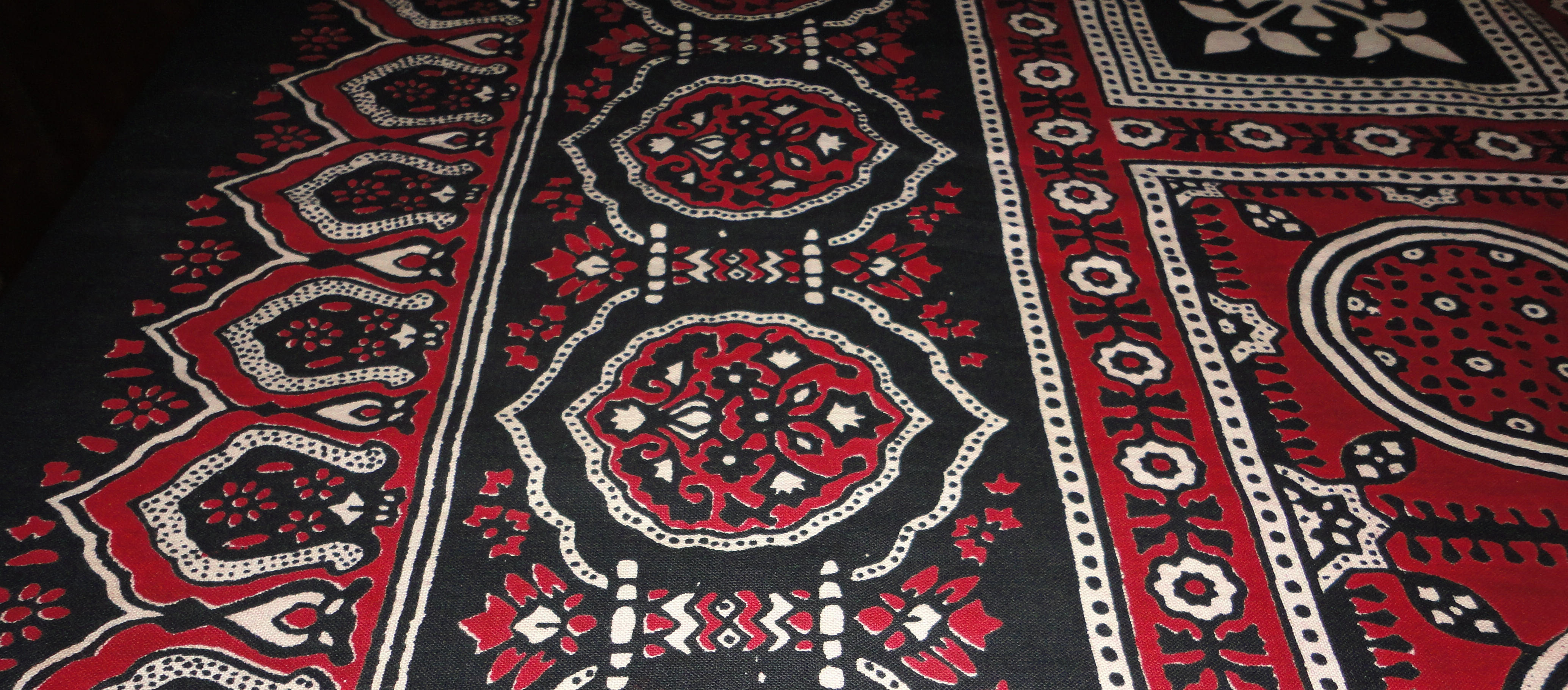
Arjak de Sind (2010).

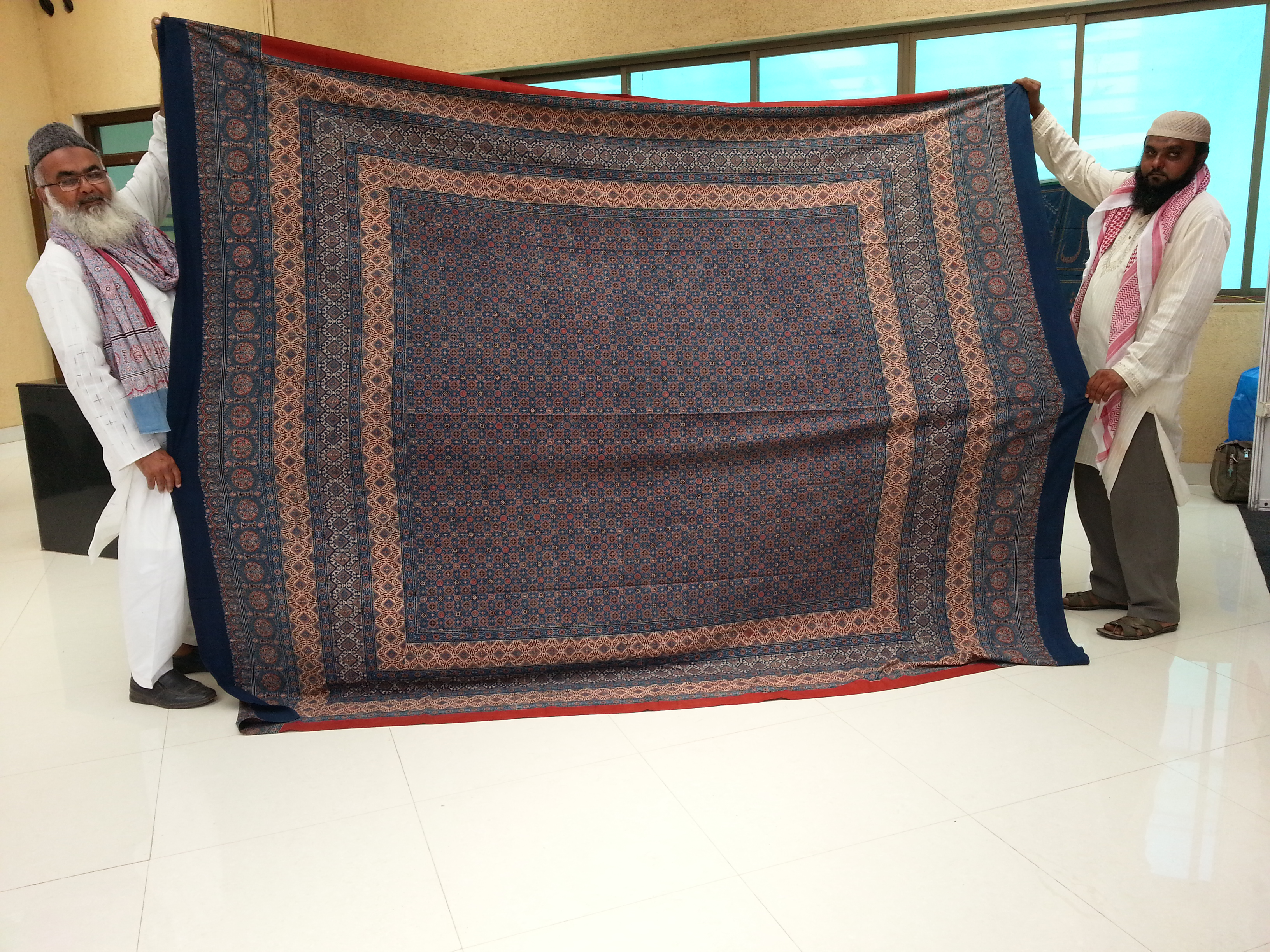
Drap de lit double ajrak (2013).

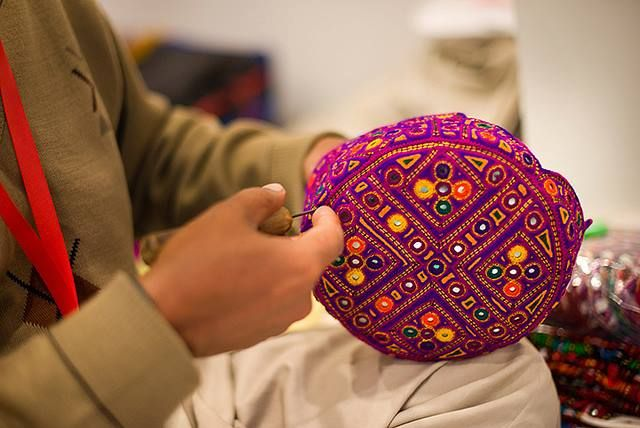
Détail d'un chapeau sindi utilisant un tissu ajrak.

L’Ajrak (اجرڪ) est un châle ou tissu dont les motifs ont été imprimés au bloc de bois et que l'on trouve dans la région de Sind, qui couvre une partie de l'Inde et du Pakistan. Les motifs imprimés sur les deux côtés du support sont spécifiques à ces objets d'art, qui sont devenus au fil des années un symbole de la culture et de la tradition du Sind (en).

## Histoire
Les premiers établissements humains de la basse vallée de l'Indus ont trouvé un moyen de cultiver et d'utiliser le cotonnier en arbre pour la confection de vêtements. On pense que ces civilisations ont maîtrisé l'art de fabriquer des tissus de coton.
Un buste de prêtre-roi mis au jour à Mohenjo-daro, actuellement au musée national du Pakistan, montre une épaule drapée dans un morceau de tissu ressemblant à un ajrak. Il convient de noter le motif en trèfle gravé sur le vêtement de la personne, entrecoupé de petits cercles dont les intérieurs étaient remplis d’un pigment rouge. Ce symbole illustre ce que l'on pense être un édifice décrivant la fusion des trois disques solaires des dieux du soleil, de l'eau et de la terre. Des fouilles menées ailleurs dans l'Ancien Monde autour de la Mésopotamie ont identifié des motifs similaires sur divers objets, notamment sur la couche royale de Toutânkhamon. Des motifs similaires apparaissent dans les impressions ajrak récentes.
Le niveau de géométrie du vêtement provient de l'utilisation d'une méthode d'impression appelée impression au bloc de bois, dans laquelle les impressions sont transférées de formes géométriques gravées sur les blocs de bois en les appuyant fermement sur le tissu. On pense que cette méthode a d'abord été utilisée dans la Chine ancienne, du moins en ce qui concerne les caractères mobiles. En traversant les régions peuplées de la vallée de l'Indus, cette technique d'impression sur tissu a été adoptée à Mohenjo-daro ; l'indigofera tinctoria était très abondante dans cette vallée.
Historiquement, le Sind a toujours été orienté vers le commerce et réceptif aux influences extérieures. Au fil du temps, l’artisanat a développé des techniques d’impression allant de l’impression simple sur un côté jusqu’au riche et résistant tissu imprimé double face : le ajrak. Les motifs tirent leurs influences du bouddhisme, de l'hindouisme et de l'Asie centrale.
La tradition prévaut encore des siècles plus tard et les gens utilisent toujours les mêmes méthodes de production que celles utilisées auparavant pour créer un ajrak. Le vêtement est devenu une partie essentielle de la culture et des vêtements des populations du Sind, quelle que soit la classe sociale. Les hommes l'utilisent comme un turban, une ceinture, l'enroulent autour de leurs épaules ou le drapent simplement sur une épaule. Les femmes l'utilisent comme dupatta ou châle et parfois comme balançoire improvisée pour les enfants. Les ajraks mesurent en général entre 2,5 et 3 mètres de long, avec des couleurs intenses à dominantes de pourpre ou un indigo profond avec un peu de blanc et de noir utilisés avec parcimonie pour définir la symétrie géométrique du dessin.
Les Ajraks sont fabriqués dans tout le Sind, en particulier à Matiari, Hala, Bhit Shah, Moro, Sukkur, Kandyaro, Hyderabad et dans de nombreuses villes du Haut-Sind et du Bas-Sind.
Le ajrak fait partie intégrante de la culture du Sind (en) et du nationalisme sindhi. Selon les traditions sindhi, les ajraks sont souvent présentés comme des cadeaux d’hospitalité aux invités et présentés à une personne considérée comme respectable. Ils sont également portés lors de célébrations telles que les naissances, les mariages et autres événements culturels,.
Plusieurs personnalités politiques du Sint on publiquement porté des ajraks, comme Benazir Bhutto, ancienne Premier ministre du Pakistan[réf. souhaitée].

## Colorants
Les produits artisanaux ajrak sont fabriqués avec des colorants naturels. Toute la production des produits comprend à la fois des colorants végétaux et des colorants minéraux. L'indigo est un colorant clé.

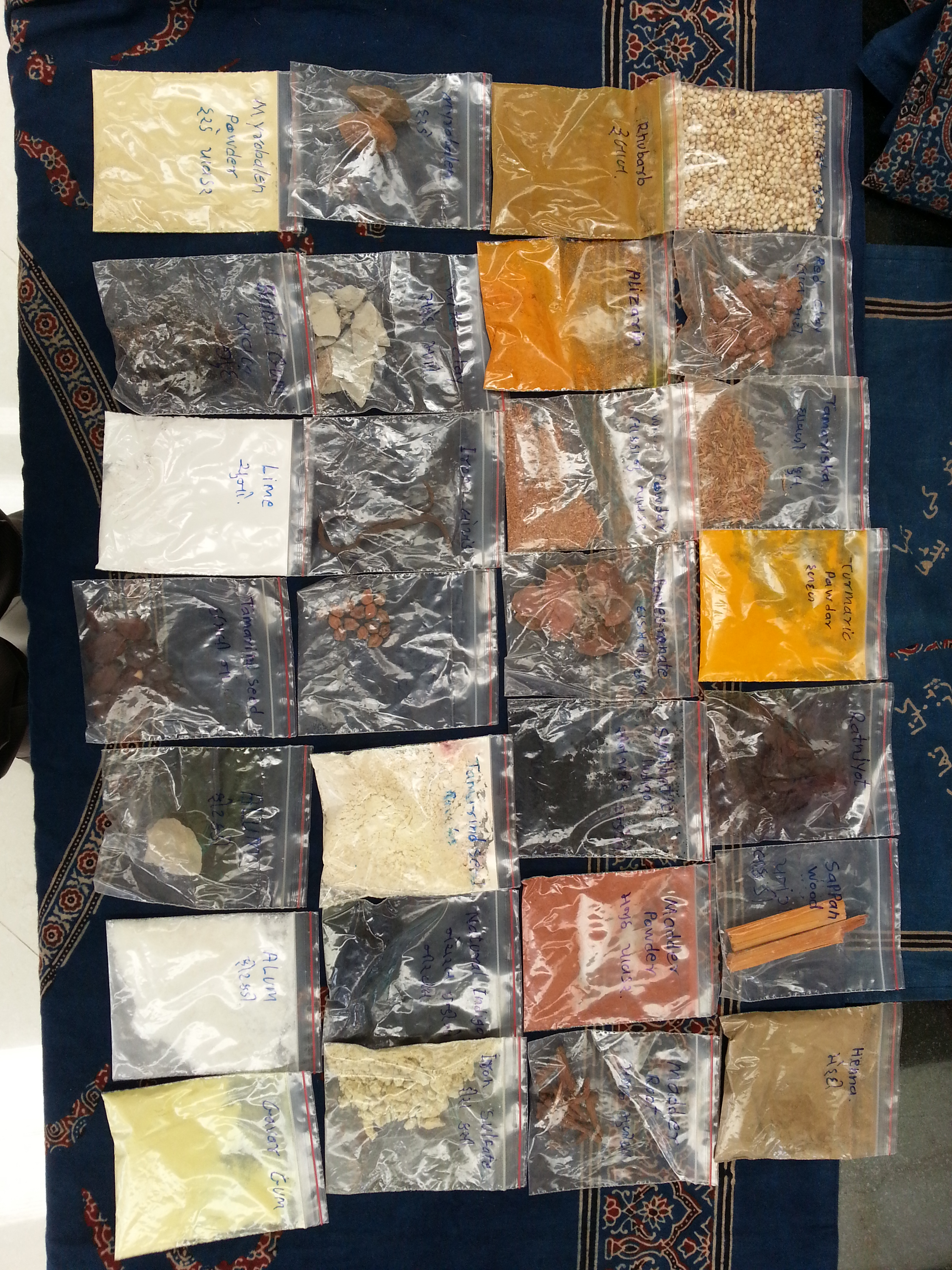
Colorants naturels utilisés dans l'artisanat ajrak.
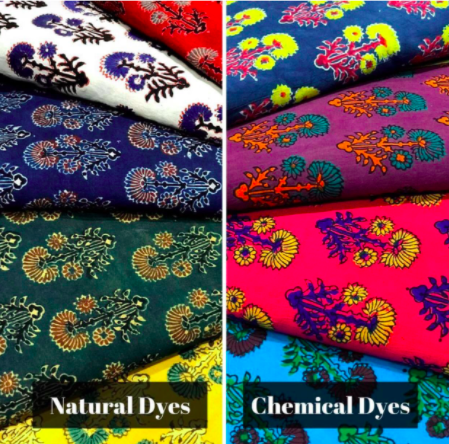
Différence entre colorants naturels (à gauche) et chimiques (à droite).